# Lonchodectes
Lonchodectes ist eine umstrittene Gattung ausgestorbener Flugsaurier aus der Oberkreide von England. Seit ihrer Benennung durch Reginald Walter Hooley im Jahr 1914 wurden ihr im Laufe des letzten Jahrhunderts mehrere Arten zugeordnet. Die meisten davon wurden zwischenzeitlich in andere Gattungen gestellt, darunter Draigwenia, Lonchodraco, Ikrandraco, Serradraco, Targaryendraco und Aussiedraco. Stand heute (2024) wird höchstens die Typusart Lonchodectes compressirostris noch als gültig angesehen. Einige Wissenschaftler betrachten aber selbst diese als nomen dubium.

## Beschreibung

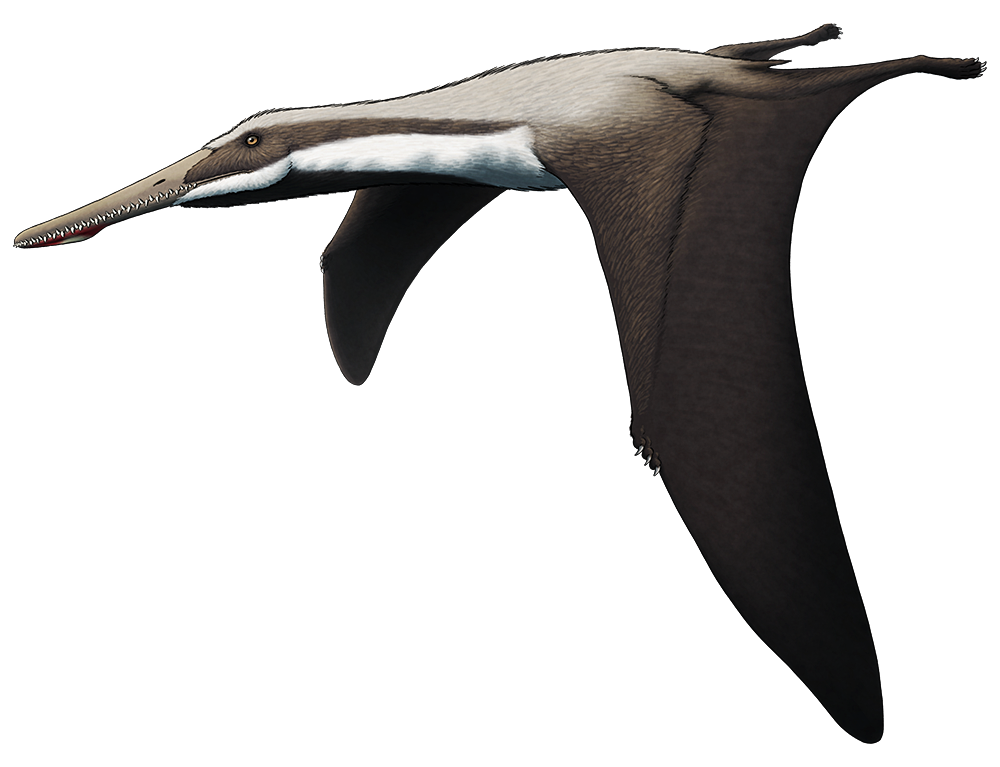
Hypothetische Lebendrekonstruktion von Lonchodectes compressirostris.

Lonchodectes compressirostris ist von zwei Resten des Kiefers bekannt, deren Identifikation weiterhin debattiert wird. Beide wurden lange als Teile des Oberkiefers angesehen. Taissa Rodrigues und Alexander Kellner argumentieren allerdings, dass das kleinere Stück tatsächlich zum Vorderende des Unterkiefers gehört. Auch sei unklar, ob beide Fossilien zusammen gefunden wurden.
Alexander Olegowitsch Awerjanow wiederum bekräftigte die ursprüngliche Beschreibung als Oberkiefer. Basierend auf dieser Interpretation unterscheidet Awerjanow Lonchodectes von Lonchodraco (nach seiner Ansicht ebenfalls ein Lonchodectid) anhand der flacheren, seitlich zusammengedrückten Schnauze, dem Fehlens eines Knochenkamms auf dem Zwischenkieferbein sowie einer kurzen Knochenleiste am hinteren Gaumenbein.

## Forschungsgeschichte

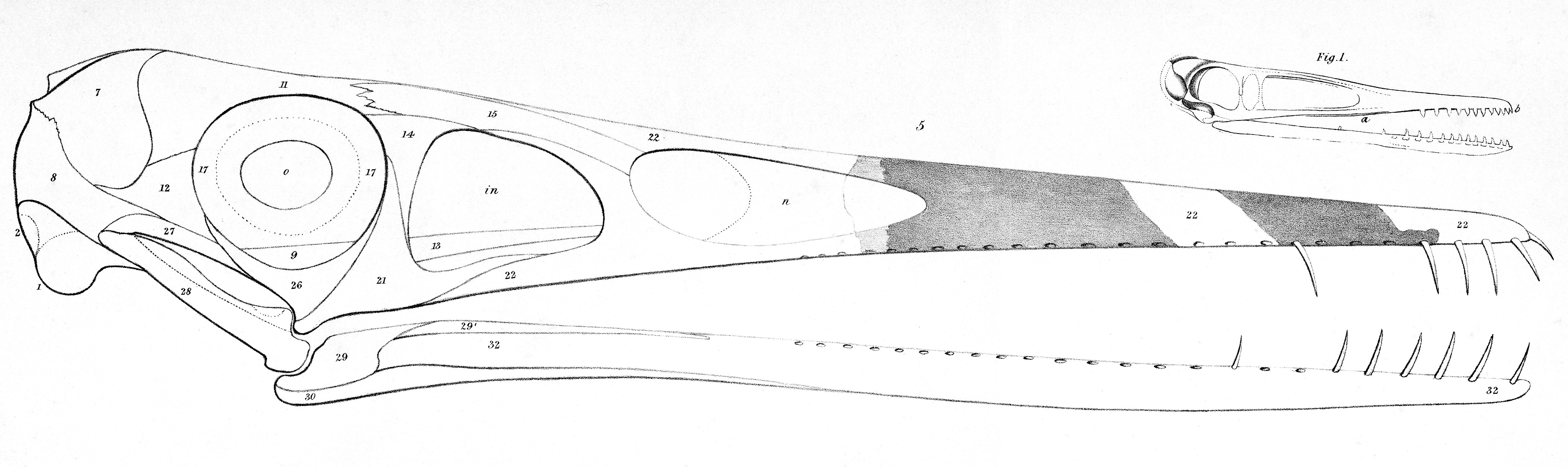
Historische Zeichnung des Schädels von Lonchodectes compressirostris unter der Annahme, dass beide bekannte Fossilien zum Oberkiefer gehören.

Die ersten Lonchodectes zuordenbaren Fossilien stammen aus den frühen Oberkreideschichten (Chalk-Formation) aus der Nähe des englischen Burham. Richard Owen benannte sie 1851 erstmals als Pterodactylus compressirostris. Neben Schnauzenresten ordnete Owen der Art auch eine Elle, Speiche sowie Teile des ersten Flugfingers zu. Letztere drei Knochen können nicht eindeutig der Art zugeordnet werden.
Richard Lydekker und Henry Woods stellten in den Jahren 1888 bzw. 1891 die meisten der damaligen bekannten Flugsaurier aus der Kreidezeit Englands, darunter auch Pterodactylus compressirostris, in die Gattung Ornithocheirus. Reginald Walter Hooley argumentierte im Jahr 1914 für eine weitere Unterteilung der hiesigen Funde. Hooley führte dabei für "P." compressirostris und acht weitere Arten die Gattung Lonchodectes ein.
Die verwandtschaftliche Stellung der als Lonchodectes bezeichneten Funde blieb in den nachfolgenden Jahrzehnten unklar. Mehrere Wissenschaftler, darunter Oskar Kuhn und Peter Wellnhofer gingen fälschlicherweise davon aus, dass Pterodactylus compressirostris die Typusart von Ornithocheirus sei. Entsprechend wurde Lonchodectes als Synonym von Letzterem verwendet.
David Unwin stellte im Jahr 2001 eine Neubetrachtung der englischen Flugsaurierfunde vor. Unwin zeigte, dass P. compressirostris nicht die Typusart von Ornithocheirus ist und erkannte Lonchodectes als gültige Gattung mit insgesamt sechs bekannten Arten an, die er in ihre eigene Familie Lonchodectidae stellte.
Richard A. Molnar und Richard E. Thulborn ordneten im Jahr 2007 einen Unterkiefer aus dem Albium von Queensland Lonchodectes zu. Das Fossil steht mittlerweile in der Gattung Aussiedraco. Tracy Ford schlug 2013 in einem Konferenzbeitrag vor die Arten von Lonchodectes in drei Morphotypen zu unterteilen. Auch stellte er mit Lonchodectes wiedenrothi eine weitere Art aus der Unterkreide von Hannover vor. Diese wurde in späteren Jahren wiederum in eine eigene Gattung, Targaryendraco, gestellt.
Taissa Rodrigues und Alexander Kellner vertraten in einer Studie von 2013 die Ansicht, dass die Typusart Lonchodectes compressirostris zu schlecht erhalten sei um sie eindeutig von anderen Flugsauriern zu unterschieden. Sie bezeichnen sie deshalb als nomen dubium. Da der Name Lonchodectes somit entfallen würde, andere einstige Lonchodectes-Arten aber weiterhin gültig blieben, führten Rodrigues und Kellner für drei davon (L. giganteus, L. machaerorhynchus und L. microdon) die neue Gattung Lonchodraco ein. Gleichzeitig schlagen sie als Alternative für die Familie Lonchodectidae die Lonchodraconidae vor.
Stanislas Rigal und Kollegen benennen im Jahr 2018 Serradraco als neue Gattung für L. sagittirostris. Borja Holgado benennt im Jahr 2021 wiederum Draigwenia für L. platystomus.
Alexander Olegowitsch Awerjanow betrachtet in einer Arbeit von 2020 Lonchodectes compressirostris als gültige Art, die zusammen mit den Arten von Lonchodraco und Ikrandraco die Familie Lonchodectidae bildet.
Liste der Gattung zugeordneten Arten:
- Lonchodectes compressirostris (Cenomanium/Turonium von England) = Typusart, eventuell nomen dubium[3]
- Lonchodectes daviesii (Albium von England) = eventuell nomen dubium[3]
- Lonchodectes giganteus (Cenomanium/Turonium von England) = Lonchodraco giganteus[3]
- Lonchodectes machaerorhynchus (Albium von England) = Ikrandraco machaerorhynchus[4]
- Lonchodectes microdon (Albium von England) = Lonchodraco microdon oder Ikrandraco machaerorhynchus[3][4]
- Lonchodectes oweni (Albium von England) = wahrscheinlich identisch mit L. microdon[3][4]
- Lonchodectes platystomus (Albium von England) = Draigwenia platystomus[2]
- Lonchodectes sagittirostris (Berriasium/Valanginium von England) = Serradraco sagittirostris[5]
- Lonchodectes scaphorhynchus (Albium von England) = nomen dubium[3]
- Lonchodectes sp. (Albium von Queensland) = Aussiedraco molnari[7]
- Lonchodectes tenuirostris (Albium von England) = nomen dubium[3]
- Lonchodectes wiedenrothi (Hauterivium von Deutschland) = Targaryendraco wiedenrothi[6]

## Systematik

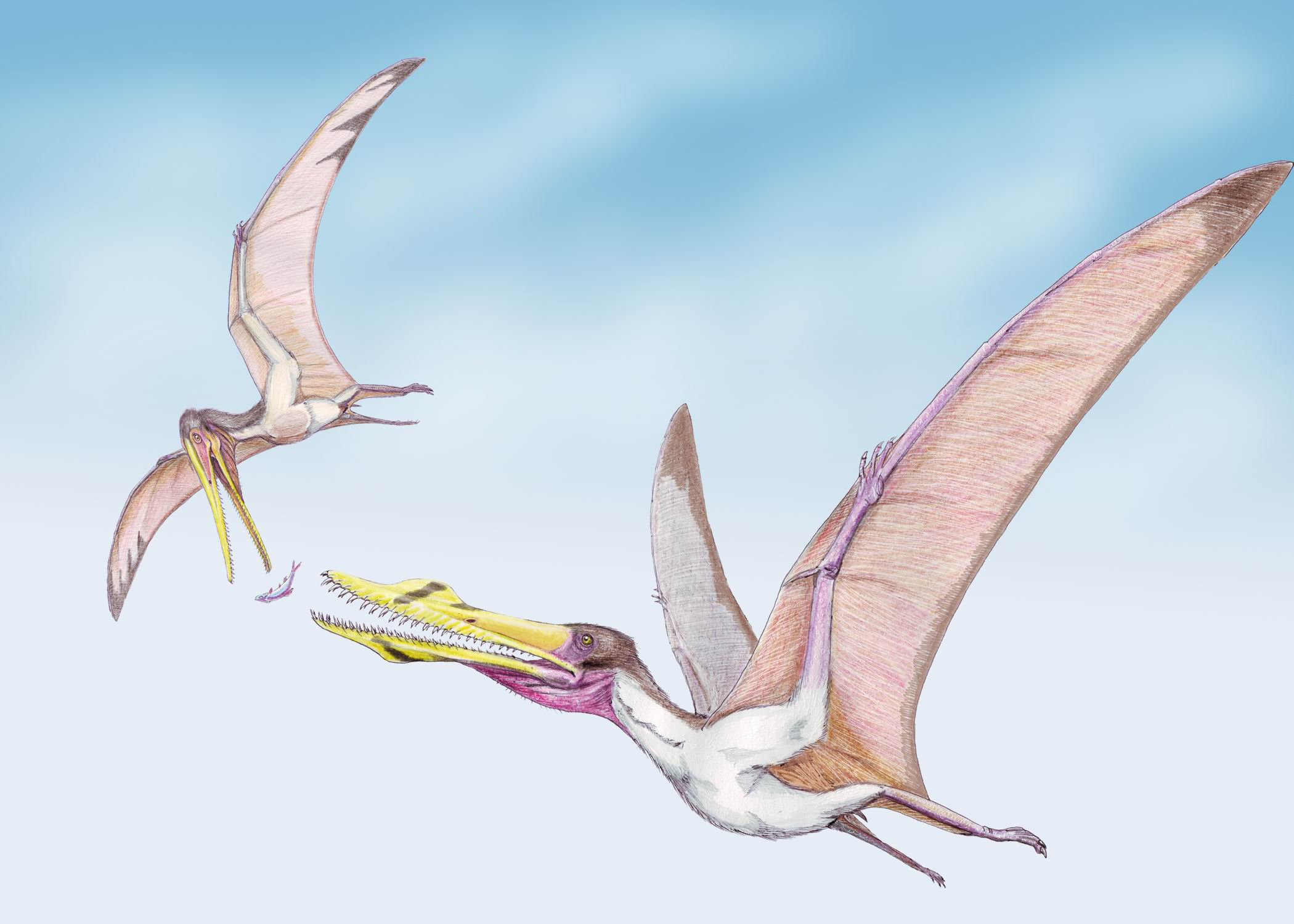
Lonchodectes (links) mit Cimoliopterus (rechts).

Die Verwandtschaftsverhältnisse von Lonchodectes und anderen potentiellen Lonchodectiden werden kontrovers diskutiert. Die Gattung scheint generell innerhalb der Lophocratia zu stehen. Historisch wurde eine Verwandtschaft mit Ornithocheirus als wahrscheinlich gesehen. Eine Analyse von David Unwin aus dem Jahr 2003 stellte sie in eine Beziehung zur Ctenochasmatoidea. Lü Junchang und andere fanden sie dagegen innerhalb der Azhdarchoidea. Zuletzt ergab eine Analyse von Brian Andres eine verwandtschaftliche Stellung an der Basis der Ornithocheiromorpha.
Verwandtschaftsverhältnisse von Lonchodectes nach Andres (2021):
|  | Serradraco  |
|  |             |
|  | Aussiedraco |
|  |             |

|  | \| \| Ikrandraco \| \| \| \| \| \| Lonchodraco \| \| \| \| |
|  |                                                            |
|  | Lanceodontia                                               |
|  |                                                            |
|  | Ikrandraco                                                 |
|  |                                                            |
|  | Lonchodraco                                                |
|  |                                                            |

|  | Ikrandraco  |
|  |             |
|  | Lonchodraco |
|  |             |

|  | Hongshanopterus                                                 |
|  |                                                                 |
|  | \| \| Targaryendraco \| \| \| \| \| \| Lonchodectes \| \| \| \| |
|  |                                                                 |
|  | Targaryendraco                                                  |
|  |                                                                 |
|  | Lonchodectes                                                    |
|  |                                                                 |

|  | Targaryendraco |
|  |                |
|  | Lonchodectes   |
|  |                |

|  | \| \| Ikrandraco \| \| \| \| \| \| Lonchodraco \| \| \| \| |
|  |                                                            |
|  | Lanceodontia                                               |
|  |                                                            |
|  | Ikrandraco                                                 |
|  |                                                            |
|  | Lonchodraco                                                |
|  |                                                            |

|  | Ikrandraco  |
|  |             |
|  | Lonchodraco |
|  |             |

|  | Hongshanopterus                                                 |
|  |                                                                 |
|  | \| \| Targaryendraco \| \| \| \| \| \| Lonchodectes \| \| \| \| |
|  |                                                                 |
|  | Targaryendraco                                                  |
|  |                                                                 |
|  | Lonchodectes                                                    |
|  |                                                                 |

|  | Targaryendraco |
|  |                |
|  | Lonchodectes   |
|  |                |

|  | Serradraco  |
|  |             |
|  | Aussiedraco |
|  |             |

|  | \| \| Ikrandraco \| \| \| \| \| \| Lonchodraco \| \| \| \| |
|  |                                                            |
|  | Lanceodontia                                               |
|  |                                                            |
|  | Ikrandraco                                                 |
|  |                                                            |
|  | Lonchodraco                                                |
|  |                                                            |

|  | Ikrandraco  |
|  |             |
|  | Lonchodraco |
|  |             |

|  | Hongshanopterus                                                 |
|  |                                                                 |
|  | \| \| Targaryendraco \| \| \| \| \| \| Lonchodectes \| \| \| \| |
|  |                                                                 |
|  | Targaryendraco                                                  |
|  |                                                                 |
|  | Lonchodectes                                                    |
|  |                                                                 |

|  | Targaryendraco |
|  |                |
|  | Lonchodectes   |
|  |                |

|  | \| \| Ikrandraco \| \| \| \| \| \| Lonchodraco \| \| \| \| |
|  |                                                            |
|  | Lanceodontia                                               |
|  |                                                            |
|  | Ikrandraco                                                 |
|  |                                                            |
|  | Lonchodraco                                                |
|  |                                                            |

|  | Ikrandraco  |
|  |             |
|  | Lonchodraco |
|  |             |

|  | Hongshanopterus                                                 |
|  |                                                                 |
|  | \| \| Targaryendraco \| \| \| \| \| \| Lonchodectes \| \| \| \| |
|  |                                                                 |
|  | Targaryendraco                                                  |
|  |                                                                 |
|  | Lonchodectes                                                    |
|  |                                                                 |

|  | Targaryendraco |
|  |                |
|  | Lonchodectes   |
|  |                |